# Lietava
Lietava (węg. Zsolnalitva) – wieś (obec) na Słowacji położona w kraju żylińskim, w powiecie Żylina.

## Położenie
Lietava znajduje się na Kotlinie Żylińskiej, u północno-wschodnich podnóży Sulowskich Wierchów, w dolinie potoku Lietavka, ok. 8 km na południowy zachód od Żyliny. Dzieli się na trzy części: Lietava, Majer (w dolnej części doliny potoku) i Lietavská Závadka (w górnej części doliny potoku, do 1960 r. osobna wieś). Od południa nad wsią górują ruiny średniowiecznego zamku Lietava.

## Demografia
Według danych z dnia 31 grudnia 2010, wieś zamieszkiwało 1433 osób, w tym 744 kobiet i 689 mężczyzn.
W 2001 roku rozkład populacji względem narodowości i przynależności etnicznej wyglądał następująco:
- Słowacy – 98,66%
- Czesi – 0,28%

## Historia
Na podstawie znalezisk archeologicznych wiadomo, że okolica ta była zamieszkana już w końcu neolitu i w epoce brązu. Znaleziono tu ślady osadnictwa z kręgu kultury łużyckiej i kultury puchowskiej. Wieś założono zapewne w XII w. Istniała już w 1208 r. jako część tzw. lietawskiego państwa grodowego, skupionego wokół lietawskiego zamku. Pierwsze wzmianki o miejscowości pochodzą z roku 1300. Przed rokiem 1332 wspominana była jako Provincia de Lytva. Mieszkańcy zajmowali się rolnictwem, hodowlą owiec i pszczelarstwem. Obecnie większość pracuje w Żylinie.

## Zabytki
We wsi znajduje się kościół z początków XV w., pierwotnie gotycki; wyposażenie wnętrza pochodzi głównie z XVIII w. We wsi zachowało się również szereg przykładów dawnej architektury drewnianej, w tym zrębowe chałupy z XIX i początków XX w. Na terenie katastralnym wsi znajdują się też ruiny wspomnianego zamku Lietava.

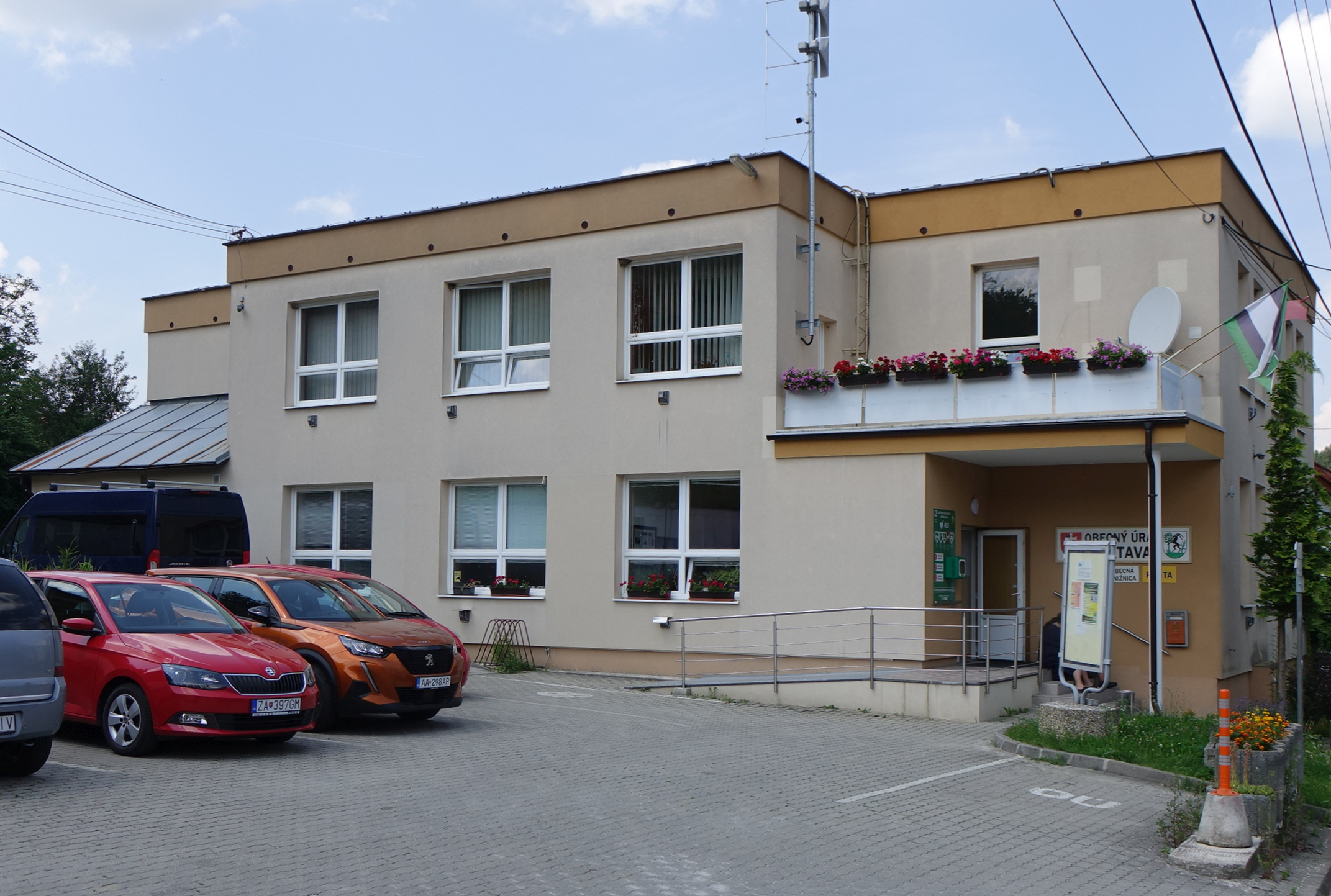
Urząd gminy
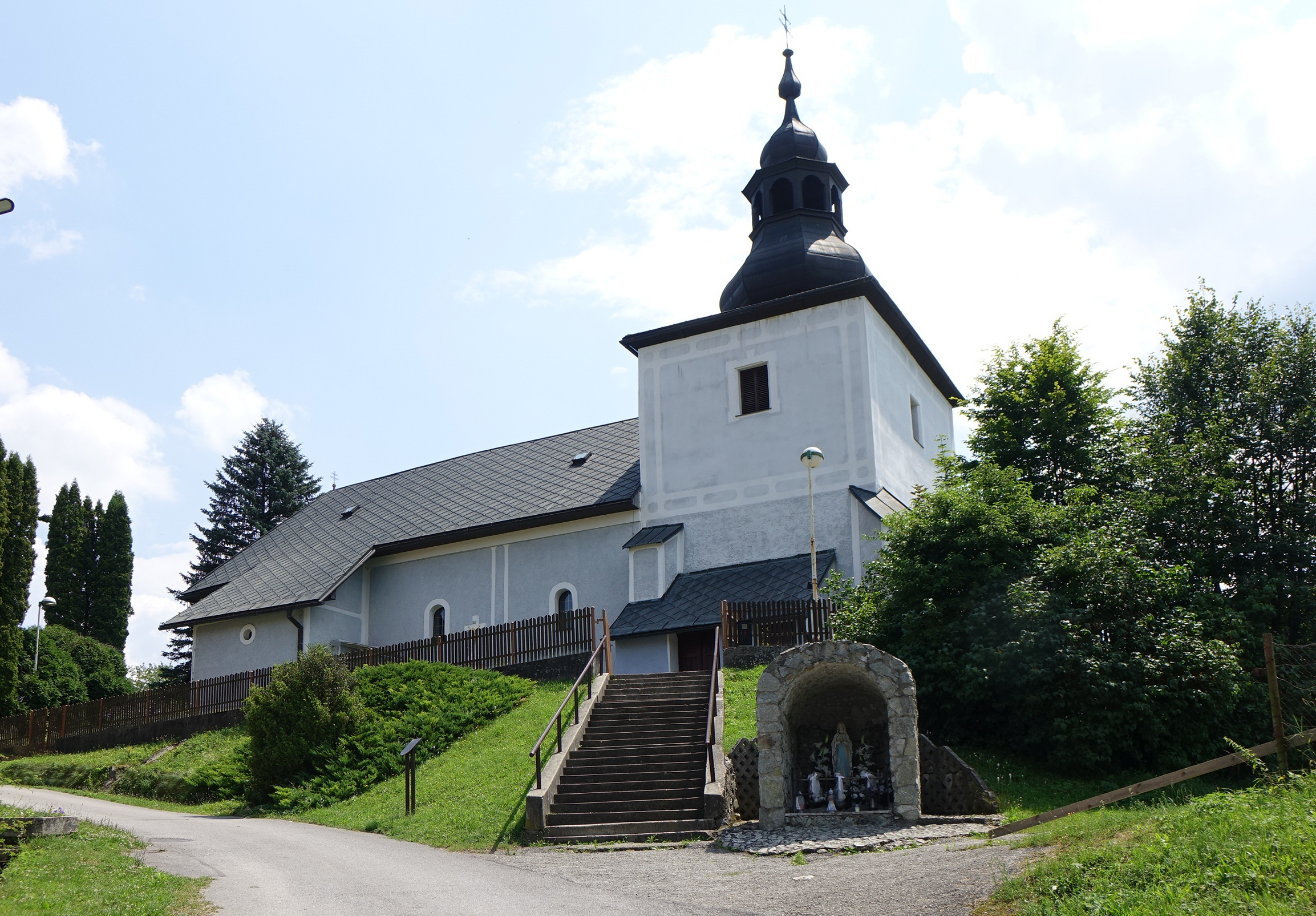
Kościół
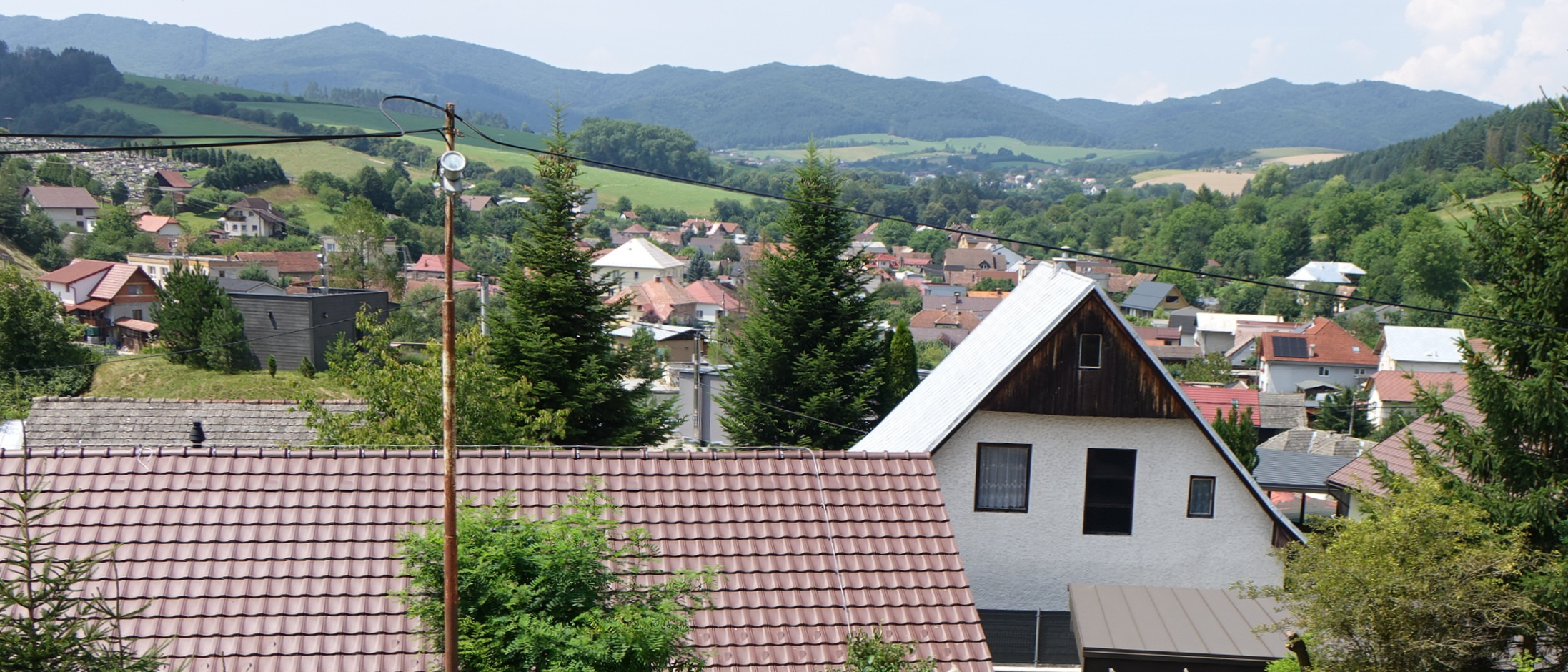
Fragment wsi
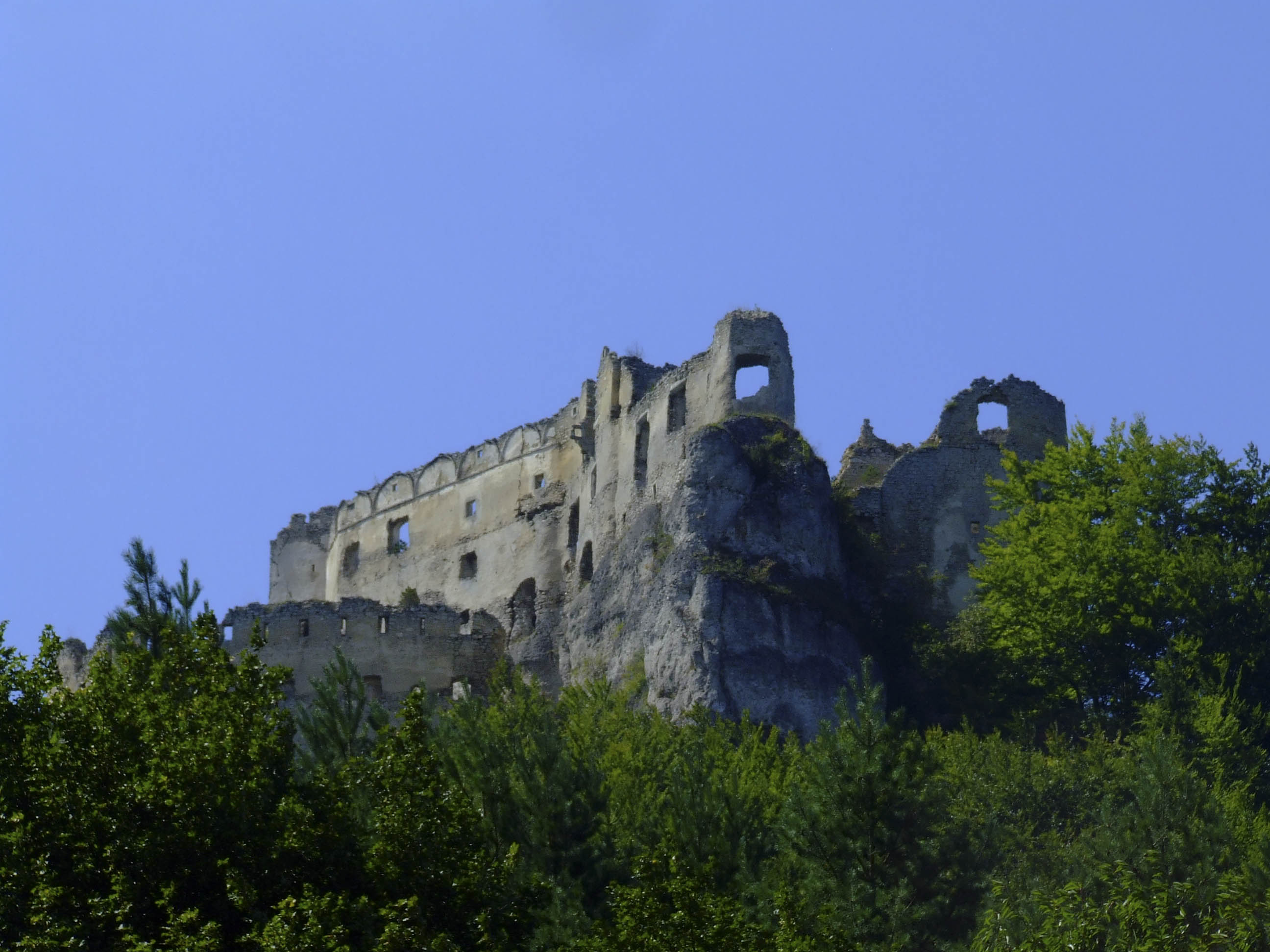
Zamek w Lietavie
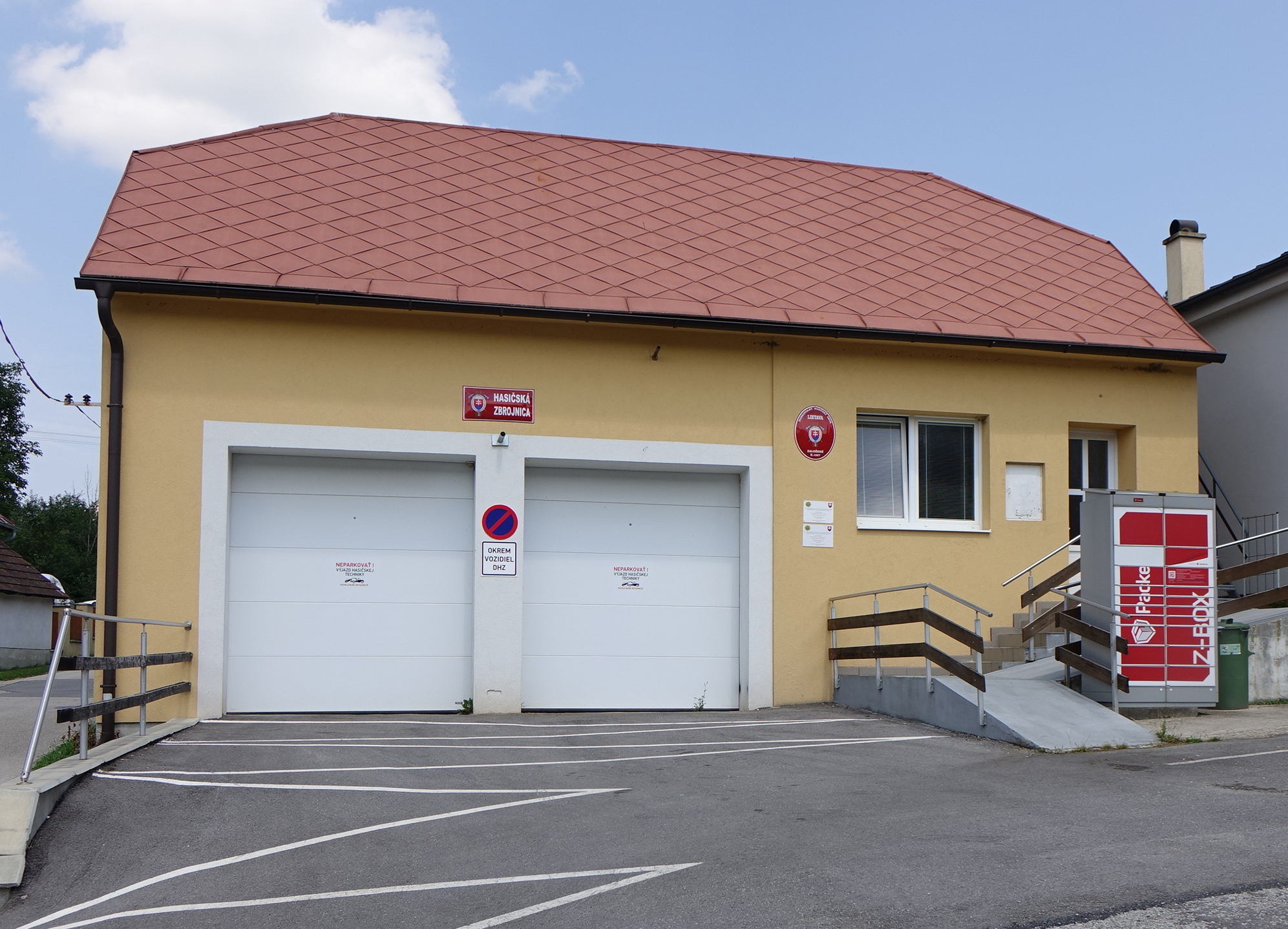
Remiza strażacka